# Hugo Aubry
Pour les articles homonymes, voir Aubry.
Pas d'image ? Cliquez ici

a Compétitions nationales et continentales officielles uniquement.

b Matchs officiels uniquement.
Dernière mise à jour le 23 juillet 2025.
Hugo Aubry, né le 28 janvier 2003 à Saint-Jean-d'Angély (France), est un joueur international portugais de rugby à XV. De nationalité française, il joue au poste de demi d'ouverture au sein de l'AS Béziers, en Pro D2.

## Biographie

### Jeunesse et formation
Hugo Aubry naît le 28 janvier 2003 à Saint-Jean-d'Angély, dans le département français de la Charente-Maritime. Il découvre le rugby à XV à l'âge de quatre ans au sein du Rugby Athletic Club angérien, aux côtés de trois autres futurs joueurs professionnels : Alexandre Kaddouri, Franck Giraudeau et Simeli Daunivucu. Après une courte expérience en natation, il se passionne rapidement pour le ballon ovale. Formé dans les équipes de jeunes du club, il est notamment entraîné par son père, François Aubry.
Repéré pour ses qualités, il rejoint le Stade rochelais en 2012. Il y poursuit sa formation pendant onze saisons, jusqu'à la catégorie espoirs.

### Débuts professionnels
À l'issue de sa formation, il signe au début de la saison 2023-2024 avec le Rouen Normandie Rugby, en Pro D2. Il dispute huit matchs lors de sa première saison professionnelle, en étant notamment derrière Franck Pourteau dans la hiérarchie. En parallèle durant la saison, il est contacté par le staff de l'équipe du Portugal en 2024, en raison de ses origines portugaises par sa mère. Le lien avec la sélection portugaise s'établit notamment par l'intermédiaire d'Olivier Rieg, préparateur physique de l'équipe nationale, et de son manager en club Sébastien Tillous-Borde. Hugo Aubry fait ses débuts au poste de demi d'ouverture avec l'équipe nationale portugaise le 3 février 2004, lors de la première journée du Championnat d'Europe 2024 face à la Belgique. Malgré un temps de jeu limité en club, Hugo Aubry s'illustre en sélection nationale, devenant le meilleur réalisateur portugais lors du tournoi. Il contribue ainsi à la qualification du Portugal pour la Coupe du monde 2027 en Australie, étant néanmoins remplaçant derrière Tomás Appleton lors de la défaite en finale face à la Géorgie,.
Ses performances sous le maillot des Lobos lui valent de signer à l'AS Béziers pour deux saisons lors de l'intersaison 2024. Il rejoint ainsi un club comptant plusieurs internationaux portugais, dont Francisco Fernandes, Samuel Marques et Hugo Camacho, avec pour ambition de s'imposer durablement en Pro D2. En septembre 2024, il participe à la Rugby Europe Super Cup avec les Lusitanos XV.

## Vie privée
Hugo Aubry est fils et petit-fils de portugais originaires de la région de Porto. Il comprend la langue portugaise mais ne la parle pas encore couramment. Il explique avoir souhaité représenter le Portugal en regardant les performances des Lobos lors de la Coupe du monde 2023.